# Briula
Briula (łac. Diœcesis Briulitanus) – stolica historycznej diecezji w Cesarstwie Rzymskim (prowincja Asia I), współcześnie w Turcji. Pierwszym wzmiankowanym biskupem był Tymoteusz (IV w.). W 1925 ustanowiona katolickim biskupstwem tytularnym.

## Biskupi tytularni
| Lp. | Biskup               | Od              | Do                   |
| --- | -------------------- | --------------- | -------------------- |
| 1   | Kyril Stefan Kurteff | 31 lipca 1926   | 9 marca 1971         |
| 2   | Christo Projkow      | 18 grudnia 1993 | 11 października 2019 |